# Gaspare De Marinis
Gaspare de Marinis (dei Baroni de Marinis) (Pratola Peligna, 27 luglio 1840 – Raiano, 11 aprile 1893) è stato un anarchico italiano.
Molti patrioti abruzzesi che avevano partecipato attivamente alle insurrezioni pre-unitarie e alle campagne militari, attuate dal 1841 al 1867 con l'obiettivo di liberare ed unificare il Paese, non scelgono di adeguarsi alla normalizzazione moderata e borghese in atto.
In circa 180 si raccolgono attorno al programma dell'Associazione Democratica Giovanile, costituita il 2 ottobre 1869 a L'Aquila su ispirazione dell'avvocato repubblicano Pietro Marrelli.
Tra i circa 180 soci dell'Associazione figura anche il nome di Gaspare de Marinis.

## Con Garibaldi
Durante il regno borbonico aveva subito una condanna a quattro mesi d'esilio ed altre noie con la giustizia. A soli 20 anni è volontario garibaldino nella brigata Sacchi, partecipando, il 2 ottobre 1860, alla Battaglia del Volturno, guadagnandosi il riconoscimento della medaglia d'argento. Nel 1867 è di nuovo volontario nella squadra Garibaldina del Capitano Onia Ortensi, col grado di sottotenente, distinguendosi per valore nell'invasione degli Stati pontifici e negli attacchi del 3 novembre a Monterotondo e Mentana.
Conclusa la fase unitaria, non soddisfatto come tanti ex-garibaldini dello stato di cose presenti, de Marinis continua a lottare e a tenersi in contatto con i più tenaci e convinti propugnatori delle idee internazionaliste e repubblicane, con l'immediato obiettivo del superamento del regime monarchico.

## Nell'Associazione Democratica Giovanile
L'Associazione Democratica Giovanile costituita all'Aquila degli Abruzzi si propone «il conseguimento della uniformità e costanza di principi democratici, tanto nell'ordine morale, quanto nell'ordine Civile e Politico, e l'attuazione di essi». La sua opera non è quindi «limitata ai soli membri che la compongono, impeciocché assume il dovere di spargere largamente i suoi principi informanti una razionale e proba democrazia, insiti nell'ordine immutabile essenzialmente sociali, stabiliti dalla natura nella verità, nell'equità e sopra la giustizia, di che ogni stato felicemente vive se democraticamente ben ordinato».
Presidente e segretario dell'Associazione sono rispettivamente Tommaso Pisarri e Carlo Leoni; oltre a de Marinis, vi fanno riferimento garibaldini, mazziniani e democratici in senso lato, stimolati, peraltro, dall'importante periodico Lodigiano «La Plebe» di Enrico Bignami, giornale che, in seguito, dopo aver seguito gli avvenimenti in seno alla Prima Internazionale, diventerà corrispondente di Marx ed Engels.
Negli anni 1868-1871, nelle colonne del periodico sono frequenti i trafiletti, le sottoscrizioni, le richieste di materiale (opuscoli di propaganda, ritratti, almanacchi) da Pratola Peligna, Chieti, Tagliacozzo, Sulmona e L'Aquila.
Dalle varie corrispondenze emergono la protesta per le disumane condizioni di vita delle popolazioni abruzzesi, lo spirito utopistico e democratico, le istanze socialisteggianti e quelle anticlericale dei militanti dell'Associazione.
Da Pratola Peligna, ad esempio, a nome di Ilario Ortensi perviene alla redazione del giornale - accompagnata dalla seguente motivazione: «per la Giustizia e la Libertà. Salve alla Repubblica Universale» - l'adesione all'Anticoncilio, all'iniziativa cioè promossa a Napoli dal deputato Giuseppe Ricciardi in contrapposizione al Concilio Vaticano I che si tiene a Roma:
L'iniziativa di Ricciardi è clamorosa e contribuisce a rinfocolare tra garibaldini e democratici l'avversione allo Stato Pontificio e la necessità della lotta: molti, infatti, sono gli abruzzesi che, in varie forme, aderiscono all'Anticoncilio. Solo da Pratola Peligna, oltre a De Marinis aderiscono a titolo individuale anche: Giuseppe Croci, Pietro Cotella, Giuseppe De Stephanis, Paolo Di Salle, Antonio D'Alessandro, Filippo Giammarco, Leopoldo Grilli, Raffaele Jacantelli, Giovanni Mariani, Bernardo Mancini, Onia Ortensi, Cesidio Prosperi, Luigi Prosperi, Giansilverio Tedeschi, Oreste Tedeschi, Zaccaria Tedeschi e Bernardino Zagari. Non bisogna dimenticare che il ricordo del massacro di Mentana ad opera delle guardie pontificie e degli zuavi è ancora vivo, e che l'Abruzzo aveva contribuito a quel tentativo con circa 1.700 uomini: si capisce, allora, lo spirito anticlericale diffuso che anima l'ambiente democratico. Inoltre è ancora scottante il ‘tradimentò della monarchia sabauda che, mandando allo sbaraglio i garibaldini, ne brucia le ultime speranze di dare un assetto diverso all'Italia Unita, presentandosi così come la sola forza liberatrice.
Il clima di reazione si fa sentire un po' ovunque, come si evince dall'episodio che coinvolge direttamente de Marinis, prima denunciato per oltraggio dal Pretore di Pratola Peligna, «borbonico e clericale», e poi colpito da mandato di cattura, emesso dallo stesso in data 17 dicembre 1870, perché segnalato quale «ateo, materialista, repubblicano e uomo pericoloso»:
(Gaspare de Marinis)
In una seconda corrispondenza:
Ai defunti l'ardua sentenza... Nui non chiniam la fronte»
(Gaspare de Marinis)
Nel 1871 l'Associazione Democratica Giovanile avvia le pubblicazioni del settimanale d'ispirazione repubblicana e democratica «La Giovane Democrazia», giornale razionalista, socialista, popolare, come recita il sottotitolo. Il primo numero esce il 24 novembre 1871, in cui viene esposto ai lettori il programma politico che afferma che l'equilibrio sociale si realizza nell'uguaglianza e nella fratellanza fra gli uomini.
Il settimanale diviene in breve tempo portavoce del dissenso e della protesta dei cittadini di varie località abruzzesi, denunciando soprusi e malgoverno che continuano nonostante il nuovo assetto politico-istituzionale della penisola.
De Marinis collabora assiduamente al giornale, riferendo delle proteste operaie di Pratola Peligna, della questione sociale, oppure intervenendo per sollecitare la modifica alle denominazioni che ricordano la schiavitù feudale e la superstizione, e quindi ad intitolare strade e piazze «a chi nel patibolo, negli ergastoli, nelle barricate ed in campo aperto ci permettono ora di appellarci da terrazzani, Liberi Cittadini; ed al Cirillo, Pagano, Caraffa, Toscano, Pimentei ecc… ecc… Bandiera, Agesilao Milano, Pisacane, Rosolino Pilo; vi è una serie inesauribile di nomi benemeriti dell'umanità, per qualunque grande paese»

## Da Garibaldi a Bakunin
L'esperienza della «Giovane Democrazia» ha breve durata, sia a causa delle divisioni interne che cominciano ad emergere nell'Associazione ma anche per le numerose querele e condanne che colpiscono la redazione, a causa delle inchieste contro le istituzioni del nuovo Stato e sul malgoverno municipale, delle aspre battaglie anticlericali, degli interventi che reclamano la soppressione delle corporazioni religiose, degli articoli che in generale contengono «atto di adesione ad una forma di governo che non è quella dello Stato, e voto di distruzione dell'Ordine Monarchico, provocazione ad insorgere contro i poteri costituiti ed eccitamento all'odio fra le varie condizioni sociali».
In effetti, quei valori di uguaglianza sociale, giustizia e libertà che avevano informato i programmi di rinnovamento politico del movimento garibaldino, sedimentandosi in maniera ben salda nella coscienza di diverse generazioni di patrioti, trovano ora un quasi naturale sbocco nell'anarchismo, nel socialismo e nelle nascenti organizzazioni internazionaliste, tra le cui leve la partecipazione di ex-garibaldini è numericamente consistente. La solidarietà internazionalista inizia così a trovar timidamente spazio anche sulle colonne de «La Giovane Democrazia», innanzitutto con l'espressione di indignazione per quanto avvenuto in Francia ad opera del capo del governo Thiers, che pur avverso al ritorno della monarchia, con l'appoggio dei prussiani, sconfigge e reprime con durezza il popolo parigino insorto.
L'eco del triste epilogo della Comune di Parigi risuona sulle pagine del periodico aquilano per mezzo della seguente lettera di de Marinis:
Coerente col suo pensiero, de Marinis non riesce ad inserirsi in una ‘normalità' post-unitaria fatta spesso di ipocrisie, di compromessi e di convenzioni; si unisce ad una donna di «ineguale condizione», cosa che in qualche modo fa scandalo, soprattutto per la sua appartenenza alla nobile famiglia baronale del luogo. Il padre non lo accetta più in casa e, dopo molte tensioni, il contrasto si acuisce a tal punto che, il 23 maggio 1872, Gaspare minaccia di morte il padre e spara tre colpi di revolver contro la sua casa. Denunciato dal genitore, viene arrestato il 28 maggio 1872, processato il 19 luglio dal Tribunale di Sulmona e condannato a 7 mesi di carcere, 51 lire di multa e 3 anni di sorveglianza speciale.
A causa degli insanabili dissidi familiari, nel maggio 1872 Gaspare aveva intanto assunto il cognome ‘Ises', notificandolo al sindaco, al Pubblico ministero e alla redazione de «La Plebe». Al periodico di Lodi, non potendo inviare più sottoscrizioni per le difficili condizioni economiche in cui si è cacciato, invia la sua medaglia d'argento, commemorativa della guerra d'Indipendenza Italiana.
Nel frattempo, anche il settimanale «La Giovane Democrazia» è caduto in gravi difficoltà e della sua sorte si preoccupa de Marinis, con una lettera inviata dal carcere di Sulmona al direttore del periodico aquilano, Carlo Leoni, suo ex-compagno d'armi nelle ultime campagne per l'Unità:
Con la cessazione delle pubblicazioni de «La Giovane Democrazia» e l'accentuarsi della repressione nei confronti del movimento dei lavoratori entra in crisi anche l'Associazione Democratica Giovanile, essendosi peraltro accentuate le divisioni tra repubblicani e internazionalisti.
Dalla scissione dell'Associazione nascono quindi il circolo repubblicano Pensiero e Azione, di ispirazione schiettamente mazziniana, e, l'8 ottobre 1872, con trentaquattro iscritti e Carlo Leoni alla segreteria, la Consociazione dei liberi lavoratori abruzzesi (poi Associazione internazionale degli operai amiternini). Gettando così le basi per un'estrema sinistra aquilana organizzata e per una distinta presenza territoriale internazionalista, la Consociazione viene ammessa il 22 dicembre dello stesso anno alla Federazione italiana dell'Associazione Internazionale dei Lavoratori (AIL). Dopo il congresso dell'AIL dell'Aia (2-7 settembre 1872), la sezione si schiera con la corrente anarchica facente capo a Bakunin e Guillaume.
de Marinis ha modo di seguire le vicende, schierandosi, a sua volta, in seguito alla scissione dell'Associazione Democratica Giovanile, con Leoni e con gli anarchici aquilani:
L'attività politico-organizzativa degli internazionalisti abruzzesi prosegue quasi senza interruzioni fino al 1878.
Della militanza politica di Gaspare de Marinis se ne perdono invece le tracce, probabilmente anche per il fatto che, come aveva scritto a Leoni, «il mio avvenire economico si abbuia per antipatie domestiche».
Morirà suicida l'11 aprile 1893 a Raiano, a soli 53 anni.

### Testo di riferimento
- Giovanni Di Leonardo e Maria Rita Bentivoglio, Internazionalisti e Repubblicani in Abruzzo 1865-1895, Media, Mosciano S. Angelo 1999

### Altra bibliografia
- Edoardo Puglielli, Dizionario degli anarchici abruzzesi, CSL "Camillo Di Sciullo", Chieti 2010.
- James Guillame, L'Internazionale. Documenti e ricordi, 4 voll., CSL "Camillo Di Sciullo", Chieti 2004.
- Giampietro Berti, Errico Malatesta e il movimento anarchico italiano e internazionale (1872-1932), Franco Angeli, Milano 2003
- Pier Carlo Masini, La Federazione Italiana della Associazione Internazionale dei Lavoratori - Atti ufficiali 1871 - 1880, Avanti!, Milano 1963
- Max Nettlau, Malatesta, Samizdat, Pescara 1998
- Filippo Paziente, Democrazia e Socialismo in Abruzzo (1870-1917), Istituto Abruzzese per la Storia d'Italia dal fascismo alla Resistenza, L'Aquila 1985